# DOCdata
DOCdata was een Nederlands e-commercebedrijf met het hoofdkantoor in Waalwijk. Het is opgegaan in Ingram Micro, een Amerikaans distributiebedrijf.
DOCdata werd opgericht in 1981 en was behalve in Nederland ook actief in Duitsland, België, Engeland, Italië, Polen, Spanje, Zwitserland en Frankrijk. In 2014 had het bedrijf meer dan 1300 werknemers. In 2015 werden de belangrijkste activiteiten verkocht en de verkoopopbrengst uitgekeerd aan de aandeelhouders.
De beursnotering die het bedrijf had wordt uiteindelijk overgenomen door een bedrijf met de naam The Internet of Cars. Vanaf februari 2018 heet het beursfonds Ease2Pay. In Easy2pay zijn de activiteiten van The Internet of Cars ondergebracht die op termijn app diensten wil leveren aan met het internet verbonden auto's.

## Geschiedenis
DOCdata werd in 1981 opgericht om onderzoek te doen naar optische opslag met behulp van laserlicht, vergelijkbaar met de toen al bestaande compact disc, maar dan op tape: de zogenaamde Digital Optical Cassette (DOC). Het bedrijf ging in 1984 als "high-tech-belofte" naar de beurs.
De technologie, en het daarmee ook te realiseren "DOCwheel", bleek niet levensvatbaar en DOCdata raakte in 1990 in financiële problemen. Na surséance van betaling in 1991, schakelde DOCdata over op de productie van CD's - feitelijk doordat de al bestaande Optical Data Storage Company (ODSC) zich liet "inkopen" in het beursgenoteerde, maar vrijwel failliete, DOCdata. Al in 1993 kwam een einde aan de beursnotering, doordat de aandelen verkocht werden aan de Begemann-groep.
Enige jaren later ging het bedrijf onder leiding van Hans van Gerwen zich toeleggen op het produceren en verzenden van deze beeld- en geluidsdragers. In 1997 maakte DOCdata opnieuw de gang naar de beurs en met ingang van 19 maart 2012 werd het aandeel opgenomen in de smallcap-index AScX. In 1999 ging het bedrijf een langdurige samenwerking aan met Bertelsmann On-line, het latere bol.com. Zes jaar later werd DOCdata via een overname uitgebreid met een eigen e-commerce-tak, en een jaar later kreeg het ook haar internetdivisie "e-solutions" voor de afhandeling van online betalingen.
DOCdata bouwde een Europese marktpositie op door overnamen en samenwerking met partners in verschillende belangrijke Europese e-commerce markten.
DOCdata was marktleider op het gebied van e-fulfilment in Nederland en was leidend op dit gebied in Europa. Het bedrijf bood naast fulfillment ook alle andere services voor e-commerce bedrijven, zoals payment services, retourverwerking, webshopmanagement en aansluiting op online marktplaatsen. In oktober 2015 verkocht Docdata het onderdeel dat bestellingen afhandelt voor webwinkels. De Amerikaanse branchegenoot Ingram Micro legde hiervoor 155 miljoen euro op tafel.
Onder DOCdata viel ook het Veldhovense IAI industrial systems. Het bedrijf ontwikkelt en bouwt machines voor het bewerken van verschillende soorten materialen met behulp van lasertechnologie. Een toepassing daarvan is bijvoorbeeld het produceren van paspoorten. IAI behaalde in 2014 een omzet van 21 miljoen euro. In december 2015 werd IAI verkocht aan het Zweedse Assa Abloy voor 22 miljoen euro.
Op 16 december 2015 gaven de aandeelhouders goedkeuring aan de verkoop van de e-commerce activiteiten aan Ingram Micro en van IAI aan Assa Abloy. De verkoopopbrengst werd uitgekeerd aan de aandeelhouders. Zij ontvingen een interim-dividend van 23,50 euro per aandeel. Het aandeel DOCdata sloot die dag op 23,68 euro, dat is vóór de uitkering, waarmee bijna het gehele bezit aan de aandeelhouders werd uitgekeerd.
In juli 2016 bracht Cocoondd een succesvol overnamebod van 35 eurocent per aandeel uit op DOCdata. Cocoondd had al een groot belang in de lege beurshuls en kocht met het bod de overige aandeelhouders uit.

## Activiteiten
Voor de verkoop van de activiteiten in 2015 distribueerde DOCdata productcategorieën als speelgoed, consumentenelektronica en boeken, maar was ook vertegenwoordigd in bijvoorbeeld de mode- en home&living-industrie. Verder was het vooral actief op het gebied van e-commerce voor klanten als De Bijenkorf, HP en Vroom & Dreesmann. DOCdata was Nederlands grootste dienstverlener in e-commerce. De bedrijfshallen van Docdata in Waalwijk hadden een totale netto vloeroppervlakte van 125.000 m² waar meer dan 500.000 SKUs (stock keeping units) lagen opgeslagen. De dochter DOCdata Payments, vroeger Triple Deal, bood haar financiële betalingsdienstverlening aan in onder andere Duitsland, België, Italië, Verenigd Koninkrijk en Spanje.
Op 5 juli 2017 maakte DOCdata Payments bekend dat het werd overgenomen door mobiele service provider CM Telecom.